# Zexmenia buphtalmiflora
Zexmenia buphtalmiflora là một loài thực vật có hoa trong họ Cúc. Loài này được (Lorentz) Ariza miêu tả khoa học đầu tiên năm 1982.